# Asian Breeze
《Asian Breeze》는 2002년 일본에서만 발매된 가수 이상은의 스튜디오 라이브 베스트 앨범이다. 이 앨범에 신곡 한곡이 실렸는데 9번트랙 'En'은 이상은의 유일한 일본어가사 곡이다. 1절은 일본어로 2절은 한국어로 불렀다. 이상은은 일본에서 활동하면서도 일본어로 노래하지 않고, 대부분 영어와 한국어로 노래했다.

## 수록곡
전체 작사·작곡: Lee-Tzsche(이상은)
| #   | 제목              | 재생 시간 |
| --- | ----------------- | --------- |
| 1.  | 〈Cliche〉        | 4:30      |
| 2.  | 〈kil〉           | 4:10      |
| 3.  | 〈Nomuore〉       | 5:33      |
| 4.  | 〈Ogiyodiora〉    | 6:12      |
| 5.  | 〈Sumi Mountain〉 | 4:22      |
| 6.  | 〈Gongmudohaga〉  | 5:14      |
| 7.  | 〈Breeze〉        | 5:12      |
| 8.  | 〈Bird〉          | 8:17      |
| 9.  | 〈En〉            | 6:02      |
| 10. | 〈Eternity〉      | 5:07      |
| 11. | 〈Samdocheon〉    | 7:41      |

## 관련 자료
- 1번트랙 'Cliche'